# ユネスコ平和芸術家
ユネスコ平和芸術家(UNESCO Artist for Peace)は芸術文化を通じて世界の平和の大切さを、特に若い世代の人達に伝えていくために、UNESCO（国連教育科学文化機関）から任命される称号。
2011年11月現在、世界で50人が任命されている。
日本人としては初めて1998年10月にヴァイオリニストの二村英仁が任命された。以降、吉田都(2004年)、セツコ・クロソフスカ＝ド＝ローラ（出田節子）(2005年)、城之内ミサ(2006年)がいる。
1998年当時UNESCO Artist for Peaceの日本語名称は存在しなかったため、二村英仁が「ユネスコ平和芸術家」と命名して定着させた。